# 蔡守訓
蔡守訓（1967年—），中華民國法官，現任士林地方法院庭長。曾審判小燈泡案、國務機要費案、特別費案等重大案件。

## 生平
年幼時父親由於忙於做生意，母親則是農務補貼家用，可說是由祖父母從小帶大，小時常在祖父的雜貨店玩，特別聽祖父的話，蔡守訓雖不是特別聰穎，但非常用功。本來想考明星高中，但祖父說讀師專後即有工作，蔡守訓就去考臺北師專當老師，師專畢業後於小學擔任老師，後來考上國立中興大學法商學院法律學系，1995年開始擔任法官。
曾審理過台糖弊案、邱小妹事件、陳水扁家庭密帳案等，以馬英九市府特別費案、陳水扁政府國務機要費案、小燈泡案最受矚目。
陳水扁的國務機要費案本由審判長周占春抽中，但由於吳淑珍的國務機要費案和扁案具有關聯性，因此臺北地方法院決定要協調併案，啟動協商機制。審理吳淑珍國務機要費案的蔡守訓和審理扁案的周占春都認為兩案有相牽連關係，為避免裁判歧異，都主張併案給對方。審核小組五位庭長最終的決議併案由蔡守訓負責，雙方都表示：「充分尊重審核小組做成的決議，分案機制就是如此」；蔡並說：「平常心，但今後可能會忙一點了」。但是因為蔡守訓和周占春對是否須羈押陳水扁的看法不同，引起應該是後案併前案或小案併大案的案質疑。大法官解釋併案不違憲；拉法葉案、力霸案、新瑞都案等也都是後案併前案，因此並非特例。
2008年12月30日，認定陳水扁涉及重罪，且有逃亡及勾串證人、湮滅證據之虞，裁定收押，全案正式進入審判程序。
2009年9月11日，重判陳水扁無期徒刑，禠奪公權終身；吳淑珍也判處無期徒刑，全案還可以上訴。

## 遭到恐嚇
扁案審理期間，承審的法官承受莫大壓力，卻換來不同立場的嚴厲批判，因為住宅都遭到獨派包圍抗議過，網路上也有人留言恐嚇下達追殺令，甚至遭到跟拍，人身安全受到威脅，警方出動特勤人員陪同上下班，並在其住宅周邊設警戒及加強巡邏保護家屬。徐千惠只能選擇搬家，行事低調的蔡守訓出門需要變裝，也都為了扁案幾乎犧牲了自己的家庭生活。判決換來的評價兩極，有人說他是現代包公，也有人批評他是司法殺手。面對輿論，蔡守訓始終都只有淡淡地說「我只是盡法官的本分」。